# Де Рединове куле
Де Рединове куле (малт. Torrijiet ta' De Redin) су низ малих обалних стражарских кула изграђених на Малти од стране Реда Светог Јована између 1658. и 1659. године. Тринаест кула је изграђено дуж обале Малте, од којих је осам још увек преживело.
Кула Mġarr ix-Xini, која је изграђена на острву Гоцу 1661. године, након смрти де Редина, има дизајн сличан кулама Де Редин.

## Историја

### Позадина и изградња
Шпански витез Мартин де Редин изабран је за Великог мајстора Реда Светог Јована 17. августа 1657. године. У марту 1658. дао је 6428 скудија  за изградњу 13 нових стражарских кула за јачање постојећег обалског одбрамбеног система, који се углавном састојао од кула Вињакур и Ласкарис.
Дизајн нових кула је заснован на Torri ta' Xuta, једној од кула Ласкарис, која је изграђена у Wied iż-Żurrieq-у 1638. Свака кула је имала квадратну основу са два спрата, и са торњем на крову. Улаз је био на последњем спрату, а до њега се долазило увлачивим мердевинама. Горња просторија је служила као простор за становање за четворицу мушкараца, док је доња просторија служила за оставу. На кров сваке куле била су постављена два топа.
Свака кула је такође имала две суседне куле у видокругу, тако да су сигнали могли да се шаљу са једне куле на другу, како би се одржала комуникациона веза између Гоца и Велике луке Валете. Сигнали су се састојали од дима или топова дању, или ватре ноћу.
Изградња прве куле, која се налазила код Għajn Ħadid у Селмуну, почела је у марту 1658. године, а завршена је за два месеца. У току следеће године изграђено је још дванаест кула, а последња кула је завршена до јула 1659.
Године 1661, убрзо након смрти де Редина, на острву Гоцо изграђена је кула Torri ta' Mġarr ix-Xini. Њен дизајн је веома сличан тринаест кула и понекад се сматра једном од кула Де Редин.
Куле Де Редин биле су последња серија обалних осматрачница изграђених на Малти. Једина кула изграђена после њих била је кула Исопу, која је завршена 1667.

### Осамнаести век
Око 1715. године, као део програма побољшања обалне одбране Малте, кула Aħrax и кула Светог Јулијана су додате обалској артиљрији. Око морске стране торња изграђена је платформа за топове, која је служила као бункер. Обе батерије и даље опстају, иако су или у дотрајалом стању или су у великој мери измењене.
Импровизоване мине направљене тако што се направи удубљење у земљи или стени и напуни експлозивом (првобитно, барутом) и пројектилима (Fougasse) су ископане у земљи близу неких од кула 1740-их. Данас, оне и даље постоје у близини Куле Мадлена и Куле Светог Марка. Шездесетих година 17. века изграђени су укопи у близини неких кула, али су многи од њих срушени почетком 20. века. Мала минобацачка батерија изграђена је у близини торња Делимара 1793.
Куле Де Редин нису играле улогу током француског заузимања Малте 1798. године, јер су до тада већ застареле. Међутим, Кула Светог Јулијана је била укључена у каснијој опсади Малте, када су је заузели малтешки побуњеници.

### Британски период
Горњи спрат куле Гħајн Ħадид срушио се 12. октобра 1856. током земљотреса, али су рушевине њене основе преживеле до данас.
Већина осталих кула је деактивирана у 19. веку. Једини изузетак је била кула Мадлена, која је модификована да би имала улогу сличну Мартело кулама. У близини је изграђена батерија 1908. године, која је остала у употреби до Другог светског рата.
Крајем 19. или почетком 20. века, Британци су срушили кулу Бенгиса, кулу Делимара и кулу Жонкор да би очистили линију ватре нових утврђења или батерија.

### Конзервација и рестаурација
До краја 20. века било је девет преживелих Де Редин кула. Већина њих је била нетакнута, али прилично оронула. Куле Triq il-Wiesgħa и Ħamrija биле су у веома лошем стању и у опасности су да се уруше.
Први рестаураторски радови изведени су на кули Għallis и кули Светог Марка између 1995. и 1997. године. Од 2008. обновљена је кула Triq il-Wiesgħa и кула Мадлена. Торањ Ħamrija је такође обновљен и сада је део археолошког парка Хаџар Ким и Мнајдра. Једине куле које нису недавно обновљене су кула Aħrax и кула Вардија.
Данас су кула Għallis и кула Светог Марка отворене за посете по договору, а Кула Светог Јулијана је отворена као ресторан.

## Наслеђе
Током година, неколико структура је изграђено са дизајном сличним или инспирисаним кулама Де Редина. Један од најранијих примера је Torre dello Standardo, кула која се налази у близини главне капије Мдине, која је део градских утврђења. Кула је служила за сигнализацију и комуникацију са приобалним караулама. Подигао је 1725. године архитекта Шарл Франсоа де Мондион, на месту средњовековне Торе Мастре (која је такође имала исту функцију), као део пројекта обнове града након Сицилијанског земљотреса 1693. године. Њен дизајн је сличан кулама Де Редина, али је финије конструкције, при чему је већи значај дат декоративним елементима. Данас је кула у добром стању и користи се као туристички информативни центар.
Друга грађевина чији је дизајн такође био сличан кулама Де Редина била је Фалкун кула (малт. Torri Falkun), који се налази на имању Монтекристо у Ħal Farruġ, у границама Сигијевија. Ова кула, заједно са осталим деловима имања Монтекристо, изграђена је нелегално без потребних дозвола. Требало је да буде срушена у новембру 2013. године, али су судови зауставили управу за планирање МЕПА да изврши рушење. Од неуспелог покушаја рушења куле и других нелегалних објеката, нови кровни радови су изведени на кули, док је више нелегалних објеката изграђено на другим местима на Монтекристо имању. Кула је почела да се демонтира по налозима МЕПА у априлу 2016. Још једна кула је изграђена 2016. године на Гоцу као рурална структура, слична приобалним кулама, али се налази у унутрашњости.

## Симболи

### Оружане снаге Малте
Амблем Оружаних снага Малте (АФМ) састоји се од златног торња Де Редина на црвеној позадини. Порекло овог амблема лежи у претходнику АФМ-а, Копненим снагама Малте (МЛФ). Амблем МЛФ-а се првобитно састојао од тродимензионалног торња Де Редина на сивој позадини, која је касније промењена у црвену. Овај амблем је дизајнирао капетан Клод М. Гафиеро убрзо након оснивања МЛФ-а 1965. године. Задржан је када је МЛФ променио име у АФМ 1973.
Симбол Де Рединовог торња је такође приказан на заставици команданта АФМ-а, на амблему Ваздушних снага, на националним бојама и на разним значкама чина.
Грб Малтешке берзе садржи две златне Де Рединове куле са обе стране штита, које представљају безбедност и надзор.

### Пемброке
Куле Де Редин се такође налазе на застави и грбу Пемброкеа, града на северној обали Малте. Грб се састоји од два укрштена мача у средини, са тринаест кула Де Редин дуж ивице, све у злату на црвеној позадини. Мач и куле представљају Пемброкеову везу са војском, пошто се град развио из касарне британске војске која је претворена у стамбена насеља.